# Sadlenko
Sadlenko est une localité polonaise de la gmina mixte de Trzebiatów, située dans le powiat de Gryfice en voïvodie de Poméranie-Occidentale. Elle se situe à environ 17 km au nord de la ville de Gryfice et 85 km au nord-est de la capitale régionale Szczecin. 

## Géographie

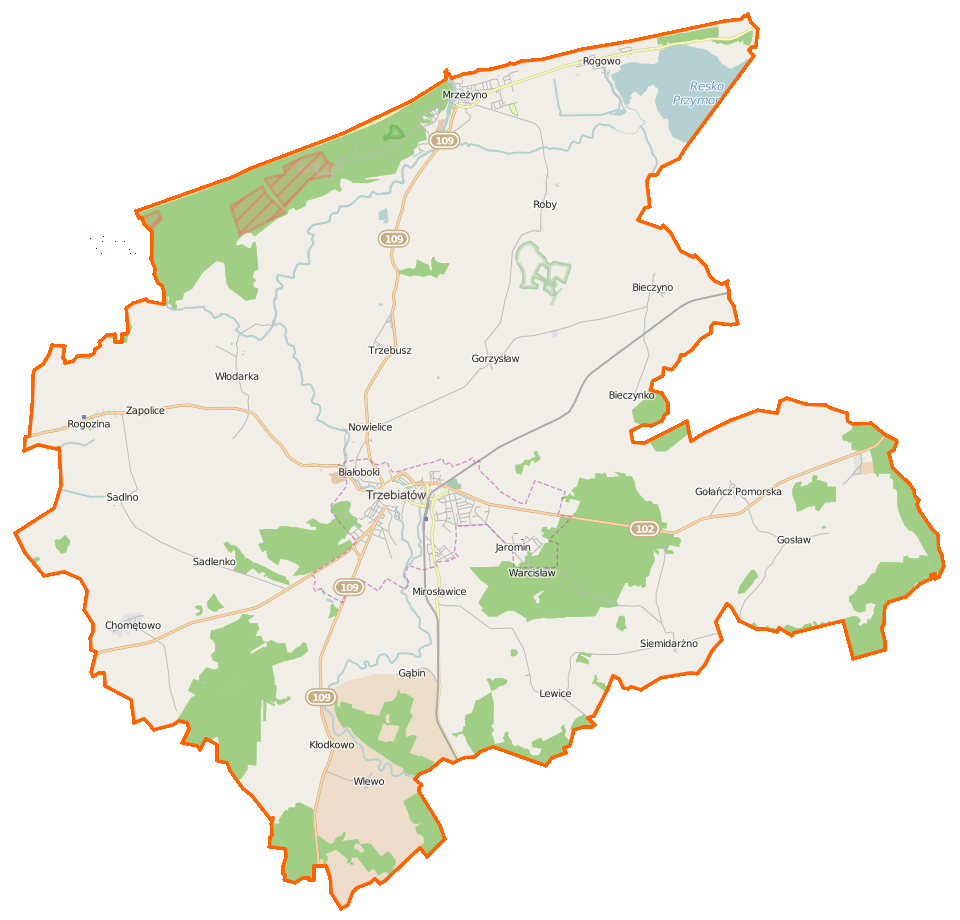
Carte de la gmina de Trzebiatów.